# Edgardo González Niño
Edgardo González Niño (* 1926 in San Cristóbal; † 2002 in Puerto Ayacucho) war ein venezolanischer, anthropologisch-ethnologisch interessierter Abenteurer und Kenner der venezolanischen Amazonasregion. Er war kein akademischer Ethnograph. Man könnte ihn eher als einen freien, neugierigen Geist bezeichnen, der das Gebiet auf eigene Faust erforschte.

## Leben

### Frühe Jahre
Er stammte aus der Andenprovinz Táchira im Nordwesten des Landes an der Grenze zu Kolumbien.
Mitglieder seiner Familie waren Anhänger der Diktators Juan Vicente Gómez (reg. 1908–1935) und stellten zwischen 1899 und 1957 aus den Reihen des Militärs mehrere politische Landesführer von Táchira. Seine Eltern und Großeltern hatten den Heimatstaat Táchira verlassen und zogen nach Caracas, um aktiv in der Regierung von General Gómez mitzuarbeiten. Als der General 1935 starb, worauf im Land eine teilweise Liberalisierung folgte, verlor seine Familie überwiegend ihre Privilegien.

### Karriere
Er wurde Beamter im öffentlichen Dienst und arbeitete als Veterinär im Landwirtschaftsministerium. Als die Maul- und Klauenseuche Ende der 1940er Jahre in Venezuela ausbrach, war er Leiter der Abteilung Impfung und Schädlingsbekämpfung in den Städten Puerto Cabello im Bundesstaat Carabobo und San Felipe im Bundesstaat Carabobo.
Durch seinen früheren Kontakten zur kommunistischen Jugendbewegung Venezuelas und im Verlauf der Konflikte zwischen den Anhängern von Gómez und der Militärjunta des Präsidenten Marcos Pérez Jiménez (reg. 1952–1958) wurde er polizeilich verfolgt.
Schließlich wurde er in einen kleinen Ort in den Llanos strafversetzt, wo es für ihn nichts wirklich interessantes zu tun gab. Nachdem er daraufhin von seinem Amt zurückgetreten war, wurde er nach Puerto Ayacucho im Territorio Federal de Amazonas verbannt. (Der heutige Bundesstaat Amazonas hatte zu dieser Zeit nur den Status eines Territoriums.)
1958 kehrte er nach dem Sturz von Marcos Pérez Jiménez als Volksvertreter des Territorios Federal de Amazonas nach Caracas zurück. Die vielen Reisen zwischen Puerto Ayacucho und Caracas ermüdeten ihn jedoch und er gab sein politisches Amt wieder auf und widmete sich wieder der Ethnologie.
Ab 1959 arbeitete er eine Zeit lang im Gebiet des Ocamo für das Koordinationszentrum für Indigenas. Dort widmete er sich der Bekämpfung von Krankheiten wie Malaria, Hepatitis, Masern, Windpocken, Tuberkulose und Flussblindheit.

### Leben am Orinoko
Am 8. Januar 1956 traf Gonzáles Niño in seinem "tropischen Sibirien" ein, wo er sich täglich bei der regionalen Polizeibehörde zu melden hatte.
Im damaligen Dörfchen Puerto Ayacucho (Gründung 1924) am Orinoko, an der Grenze zu Kolumbien gelegen, ganz in der Nähe der eindrucksvollen Stromschnellen von Atures, gab es keine einzige asphaltierte Straße und der Fluss stellte die einzige Verkehrsverbindung dar.
Die Unüberwindlichkeit der Katarakte von Atures verhinderte bis ins 19. Jahrhundert ein weiteres Vordringen der Zivilisation ins Gebiet des oberen Orinoko.
Die indianischen Stämme und das von ihnen bewohnte Land, das der Mehrheit der städtischen Venezolaner zu jener Zeit völlig unbekannt war, weckten in ihm ein spontanes Interesse.
Eines Tages schiffte er sich auf einem kolumbianischen Frachter in Richtung Rio Negro ein.
In San Fernando de Atabapo machte er zunächst Station. Von dort aus setzte er seine Reise Orinoko aufwärts fort, mit seinem Führer Sixto Sequera, der schon länger mit seiner Familie beim Stamm der Yanomami am Río Ocamo lebte. Für die ca. 300 km von San Fernando de Atabapo bis zum Río Ocamo brauchten beide zwei Wochen.

### Späte Jahre
1998 kehrte er endgültig in das Städtchen zurück, wohin ihn das Schicksal vor 43 Jahren verschlagen hatte. Dort starb er 2002.

## Seine Sammlung
González Niño sammelte ab 1956 über Jahre Objekte der Indígenas im Gebiet des oberen Orinoko und trug weit über tausend Objekte zusammen. Die einzigartige Sammlung umfasst Masken, Kultobjekte, Schmuck, Federarbeiten, Kochgerät und Waffen und vieles mehr.
1964 organisierte er die erste "Ausstellung über Eingeborene" in Venezuela, um Leben und Brauchtum dieser Völker zu zeigen. In Ermangelung finanzieller Mittel stattete er in Zusammenarbeit mit Anthropologie-Studenten im Museo de Ciencias Naturales de Caracas einen Ausstellungsraum aus und füllte ihn hauptsächlich mit Exponaten der Yanomami und Ye’kuana sowie einigen der Híwi. Die Ausstellung war für zwei Wochen geplant, seine Sammlung wurde jedoch fester Bestandteil der ständigen Sammlung des naturwissenschaftlichen Museums.
Im Jahre 1974, am Ende der Regierungszeit von Rafael Caldera Rodríguez (COPEI) (reg. 1969–1974), der enge Beziehungen zur Sowjetunion und Kuba pflegte, ging die Ausstellung für zwei Monate nach Kuba. Daraufhin folgten Ausstellungen in Moskau, Sankt Petersburg, Leningrad, Prag, Warschau, Budapest, Sofia, Belgrad, Ljubljana und Wien.
Nach Venezuela zurückgekehrt verblieb die Sammlung dann einige Jahre im Naturwissenschaftlichen Museum Caracas.
1988 erwarb die Fundación Cisneros seine Sammlung, die dann in die Colección Cisneros einfloss.
Diese Sammlung wurde dann im Jahre 2000 in der Kunst- und Ausstellungshalle der Bundesrepublik Deutschland in Bonn gezeigt.